# Вулиця Івана Світличного (Київ)
Ву́лиця Івана Світличного — вулиця в Солом'янському районі міста Києва, житловий масив Першотравневий. Пролягає від Лондонської до Уманської вулиці.
Перетинається з вулицею Адама Міцкевича.

## Історія
Вулиця виникла в 50-ті роки XX століття під назвою 500-та Нова. З 1957 року — Здвижська вулиця.
З 1961 року — вулиця Петровського, на честь радянського партійного і державного діяча Григорія Петровського.
Сучасна назва на честь діяча українського руху опору 1960–70-х років Івана Світличного, який проживав на сусідній Уманській вулиці — з 2016 року.

## Зображення

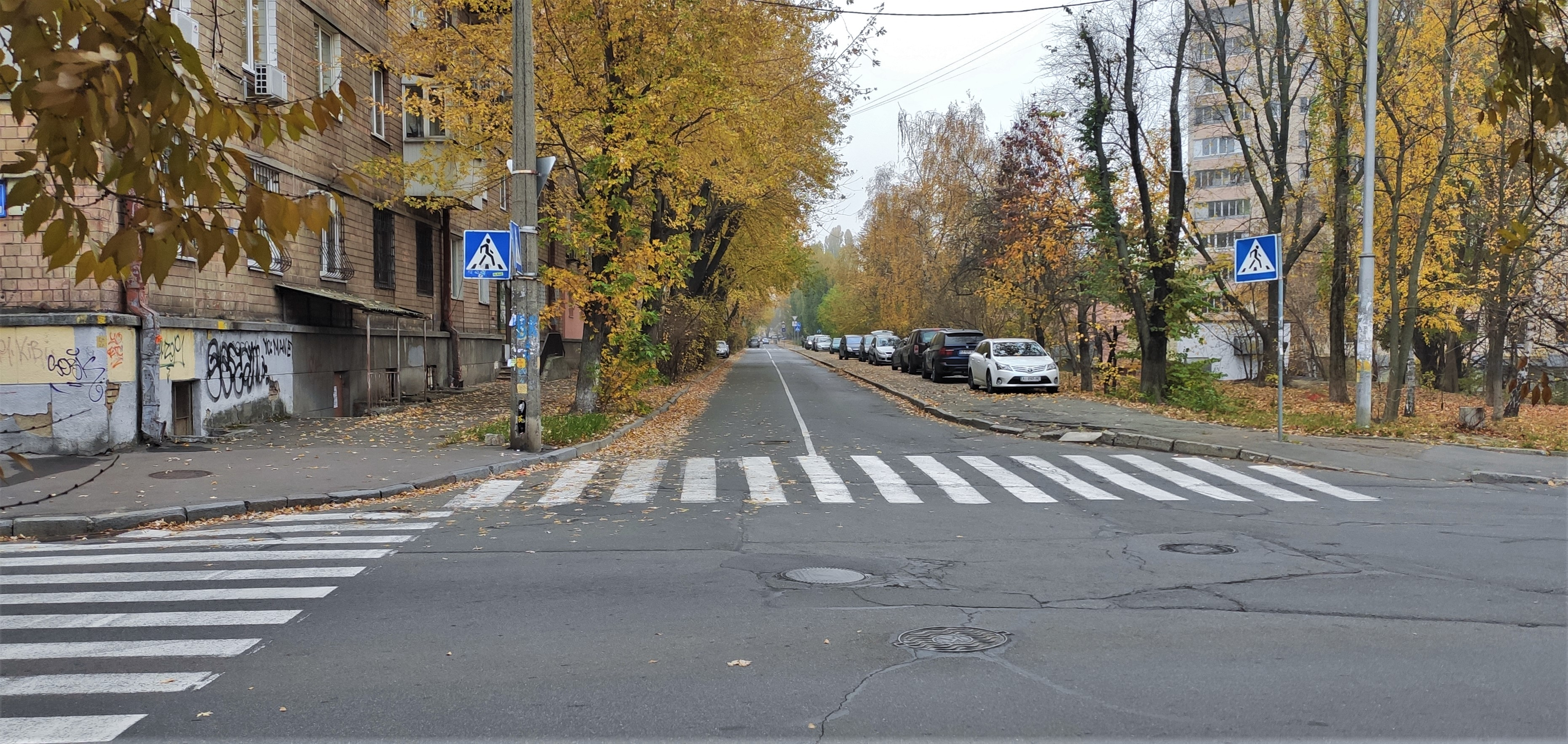
Кінцева частина вулиці
Парк ім Ушинського